# Vanmanenia ventrosquamata
Vanmanenia ventrosquamata är en fiskart som först beskrevs av Mai, 1978.  Vanmanenia ventrosquamata ingår i släktet Vanmanenia och familjen grönlingsfiskar. IUCN kategoriserar arten globalt som otillräckligt studerad. Inga underarter finns listade i Catalogue of Life.